# Alla fyra ständernas i Finland tal
Alla fyra ständernas i Finland tal eller som det fullständiga namnet lyder Ett Tahl hållit af alla Fyra ständerne uthi Finland till Riddare-, Präste- och Borgare- Stånden, som boo och wistas uthi Kongl: Residencestaden Stockholm härstammar från det politiska tumult som rådde i Sverige år 1713. Diskussion har i eftervärlden väckts om vem som har skrivit pamfletten.

## Pamflettens bakgrund
Den politiska situationen i Sverige 1713 dominerades av konungens av sjukdom påtvingade vistelse i Turkiet, motgångarna i kriget i Tyskland och hotet från både Ryssland och Danmark. Från England kom därtill i juli 1713 ett anbud om fredsmedling. Av pamflettens innehåll kan man sluta sig till att den tillkom efter det engelska anbudet och före ständernas sammankallande som gjordes den 2 november. Därtill anges att av året kvarstod fem månader varför tidpunkten för tillkomsten torde vara månadsskiftet juli/augusti.

## Pamflettens innehåll
Pamfletten inleds med en skildring av de olyckor som hade drabbat Finland genom de ryska truppernas intrång. Därför föreslås att riksrådet  borde utöva absolut makt i konungens frånvaro; rikets ständer borde sammankallas före årets slut; det engelska medlingsanbudet borde antas eftersom riket var så utblottat att fred var enda räddningen; under förhandlingarna var det nödvändigt att rusta så mycket som möjligt, överbefälhavaren över trupperna i Finland Georg Lybecker borde avskedas och Finlands försvar stärkas på olika sätt; en beskickning borde avgå till konungen i Turkiet och underrätta honom om läget i hemlandet. Pamfletten avslutas med bemötanden av tänkbara invändningar.

## Pamfletttens författare
Den förste som angav en författare till pamfletten var rättshistorikern Wilhelm Gabriel Lagus som 1833 utpekade Åbo hovrätts vice president Sven Leijonmarck som upphovsman. Övriga historiker accepterade detta ända tills Jerker Rosén år 1946 förde fram att pamfletten var en del av rådets propaganda. Gemensamt för rådets och pamflettens uppfattning var önskan om fred, att ständerna skulle sammankallas och att rådet skulle leda de underhandlingar som följde av det engelska medlingsanbudet. Däremot gav Rosén varken pamflettens starka anknytning till Finland eller förslaget att sända en deputation till konungen någon avgörande betydelse. Lundahistorikern Walter Ahlström genmälde 1952 att pamflettens egentliga ärende var att verka för Finlands räddning. Han såg ingen möjlighet till att skriften härstammade från rådet och sökte skriftens ursprung i Finland. Ahlström ansåg att författaren troligen var biskopen i Åbo, Johannes Gezelius den yngre. Helsingfors-historikern Pentti Renvall stödde Ahlströms kritik av Rosén men kunde inte acceptera Gezelius som författare till pamfletten. Efter en grundlig undersökning av frågan om vem som var pamflettens författare har Anna Maria Albrektsson kommit till att varken tesen om pamfletten som en del av rådets propaganda eller tesen om Gezelius som pamflettens författare är sannolika. Argumenten för att underkänna den traditionella meningen att Sven Leijonmarck var författare till Alla fyra ständernas i Finland tal håller knappast, men hans författarskap kan inte fullt bevisas.